# Pinerolo
Pinerolo (piemontsky Pinareul, francouzsky Pignerol) je město v italském regionu Piemont. Má asi 35 000 obyvatel a leží na úpatí Alp necelých 40 km jihozápadně od Turína na říčce Lemina.

## Historie
V roce 981 je poprvé připomínána osada pod názvem Pinarolium (od slova pineta, borovice), kterou udělil Ota II. turínským biskupům. Její význam byl dán polohou na cestě přes údolí Val Chisone k průsmyku Montgenèvre, ve středověku byla hlavním sídlem rodu Acaia. Francouzi okupovali Pinerolo v letech 1536–74, 1631–96 a 1801–14, v místní pevnosti byl vězněn muž se železnou maskou, zemřel zde exministr Nicolas Fouquet. Od roku 1748 je město sídlem biskupa.
Francouzská nadvláda zanechala odraz na místní architektuře, Edmondo de Amicis nazval Pinerolo „piemontským Nice“. Významnou památkou je katedrála svatého Donáta z 11. století. Ve městě se nachází muzeum kavalérie, muzeum pravěkého umění a církevní muzeum. Hlavními zaměstnavateli jsou firmy PMT Italia (papírenský průmysl), Corcos (strojírenství) a Galup (výroba cukrovinek).
Místní stadion Pinerolo Palaghiaccio hostil soutěže v curlingu na olympiádě 2006.
Vystěhovalci z Pinerola založili v Montevideu čtvrť, která dostala pošpanělštěný název Peñarol. Vznikl v ní známý fotbalový klub CA Peñarol.

## Městské části
Abbadia Alpina, Ainana, Avaro/Tron, Bacchiasso, Batur, Baudenasca, Biscornetto, Borgata Colombaio, Borgata Orba, C.E.P., Cascina della Cappella, Cascina Ghiotta, Cascina Gili, Cascina Nuova, Cascina Pol, Case Bianche, Case Nuove, Colletto, Gerbido di Costagrande, Gerbido di Riva, Graniera, Losani, Motta Grossa, Pascaretto, Riauna, Riva, Rubiani, Salera, San Martino, Stazione di Riva, Talucco, Villa Motta Rasini

## Partnerská města
- Gap
- Traunstein
- San Francisco
- Derventa